# Desmopterella prasina
Desmopterella prasina är en insektsart som först beskrevs av Bolívar, I. 1905.  Desmopterella prasina ingår i släktet Desmopterella och familjen Pyrgomorphidae. Inga underarter finns listade i Catalogue of Life.